# 18.º Jamboree Mundial Escoteiro
O 18.º Jamboree Mundial Escoteiro (holandês: 18e Wereldjamboree) foi realizado de 1 a 11 de agosto de 1995 e foi hospedado pela Holanda em um pólder perto de Biddinghuizen, comunidade Dronten em Flevolândia. 28.960 escoteiros e membros da equipe de 166 países e territórios participaram do evento, a maior representação de países até hoje, incluindo 34 países onde o escotismo nasceu ou renasceu.

## Abertura e participantes reais
O evento foi oficialmente aberto pela Rainha Beatrix da Holanda e seu marido, o Príncipe Claus. O tema foi O Futuro é Agora e o Jamboree também recebeu a visita de Carl XVI Gustaf da Suécia, Princesa Basma bint Talal da Jordânia e Sadako Ogata, Alto Comissariado das Nações Unidas para Refugiados, que inaugurou a segunda Aldeia de Desenvolvimento Global, uma grande atração, com escoteiros de todo o mundo compartilhando experiências e aprendendo mais sobre outras formas de vida. Diversas atividades e barracas no Plaza, em meio ao local do Jamboree, proporcionaram diversão mais leve.

## Atividades
Algumas das atividades foram o Prêmio Jamboree Friendship, a cerimônia inter-religiosa sobre violência e paz, um Fórum Escoteiro e conexão via satélite com Boutros Boutros-Ghali, Secretário-Geral das Nações Unidas, em comemoração ao 50.º aniversário das Nações Unidas, com a participação de associações de escoteiros, organizações não governamentais e agências especializadas das Nações Unidas, em particular o ACNUR e o Fundo das Nações Unidas para a Infância.

## Primeiros passos na formação da Comunidade de Escotismo Lusófono
A Comunidade do Escutismo Lusófono tem por base a Carta do Escutismo Lusófono, formulada durante o Jamboree de 6 de agosto de 1995. As organizações signatárias originais foram o Corpo Nacional de Escutas - Escutismo Católico Português, a União dos Escoteiros do Brasil, o Corpo Nacional de Escutas da Guiné-Bissau e a Associação de Escuteiros de São Tomé e Príncipe. Após este encontro, o outro encontro lusófono mundial só foi realizado no 24.º Jamboree Mundial Escoteiro em 2019 nos Estados Unidos.